# Arkadi Ostrovski
Arkadi (Avraam) Ilich Ostrovski (en ruso: Аркадий (Авраам) Ильич Островский; 25 de febrero de 1914 - 18 de septiembre de 1967) fue un compositor ruso soviético de la música ligera, el autor de la canción May There Always Be Sunshine y otras canciones soviéticas de la década de 1960, incluyendo la canción de cuna Good Night, Little Ones, del programa infantil de televisión que salió al aire por más de 50 años.

## Vida
Ostrovski nació en Syzran. A partir de 1927, vivió en Leningrado. Trabajó en la Orquesta de Jazz de Leonid Utiósov de 1940 a 1947 y compuso sus primeras obras históricas.
Murió en Sochi.

## Fenómeno de internet
En 2009, un vídeo de 1976 del cantante Eduard Jil interpretando la vocalización de Ostrovski el tema "Estoy muy contento, por fin regreso a casa" (Я очень рад, ведь я, наконец, возвращаюсь домой) fue subido a YouTube y rápidamente llegó a conocerse como un meme de internet en ese mismo año, llamado "Trololololololololololo". La canción fue escrita por Ostrovski, y realizada por Valeri Obodzinski y Muslim Magomáyev en Little Blue Light.
El hijo de Mijáil Ostrovski, es citado diciendo:

Somos amigos de Edik durante unos cuarenta años. Papá lo valoran altamente. Y si hubiese vivido hasta nuestros días sería terriblemente feliz por la popularidad mundial de Vocalise. Para él, la recompensa principal no era el dinero, pero si la popularidad de sus canciones. Tendrías que haber visto lo que le ocurría a él cuando se encontró con un grupo de personas cantando su hit en voz alta.
Mijaíl Ostrovski  [[Rossíiskaya Gazeta]]] (en ruso)